# Fußballauswahl von Pohnpei
Die Fußballauswahl von Pohnpei ist eine Mannschaft aus Pohnpei, einem der vier Bundesstaaten der Föderierten Staaten von Mikronesien. Sie ist weder FIFA-Mitglied noch in der Oceania Football Confederation vertreten.

## Geschichte
Die Anfänge des Fußballs auf Pohnpei reichen bis in die späten 1980er Jahre zurück. Der Ghanaer Thomas Tetteh baute die erste Mannschaft auf. Tetteh trainierte unter anderen Paul Cantero, Edwin Sione sowie Bob und Robert Paul. 1998 vertrat eine Fußballauswahl Pohnpei bei den Mikronesischen Spielen (englisch: Micronesian Games). Pohnpei erreichte den letzten Platz unter sechs Teilnehmern. 2001 nahm der Bundesstaat ein zweites Mal am Fußballwettbewerb der Mikronesischen Spielen teil. Diesmal gab es nur drei Teilnehmer. Pohnpei belegte erneut den letzten Platz. Bei diesen Spielen erreichte die Mannschaft ein 1:1 gegen Yap, was bis heute das beste dokumentierte Ergebnis in der Geschichte der Fußballauswahl von Pohnpei ist. 2003 nahmen die Föderierten Staaten von Mikronesien erstmals mit einer Fußballauswahl an den Südpazifischen Spielen (englisch: South Pacific Games) teil, in der sich acht Spieler aus Pohnpei befanden. Die Föderierten Staaten von Mikronesien waren nicht erfolgreich beim Fußball, wodurch das Interesse an der Sportart weiterhin abnahm. Der Ugander Charles Musana wurde der neue Trainer der Mannschaft. Er versuchte den Fußball auf Pohnpei am Leben zu erhalten, da die Auswahl von Pohnpei seit 2001 nie wieder an einem Spiel teilnahm. Laut Musana sind Baseball und Basketball weitaus populärere Sportarten auf der Insel, weswegen es an Sponsoren und an Unterstützung von der Regierung mangelt. Der Mittelfeldspieler Dilshan Senarathgoda fungiert seit 2007 als Trainer. 2009 bewarben sich der 25-jährige Sportjournalist Paul Watson und der ebenfalls 25-jährige Filmstudent Matthew Conrad aus London als Trainer. Sie erhielten eine Zusage und durften im Juli erstmals Spieler trainieren. Dies erregte Aufsehen in den britischen Medien. Es berichteten unter anderem The Daily Telegraph, The Sun und die BBC über das Engagement der beiden Engländer bei der schlechtesten Fußballmannschaft der Welt, wie sie von einigen betitelt wurde. Die englischen Vereine Norwich City, Yeovil Town, Tottenham Hotspur und Bristol City spendeten der Mannschaft Trikots. 2009 entstanden ein Turnier namens Befreiungstagsspiele (englisch: Liberation Day Games) sowie die Premierliga von Pohnpei (englisch: Pohnpei Premier League), in der fünf Vereine spielen. Am 6. Oktober 2010 trug die Fußballauswahl von Pohnpei ein Freundschaftsspiel gegen die Guamische Fußballnationalmannschaft aus. Pohnpei verlor 0:3. Die Guam Football Association spendete Pohnpei Fußballschuhe, Fußbälle und Trikots.

## Ergebnisse bei den Mikronesienspielen
Bisher ist die Mannschaft nur bei den regionalen Mikronesienspielen gegen andere Nationalteams angetreten. Bei Chuuk und Yap handelt sich jedoch lediglich um Regionalauswahlen der jeweiligen Bundesstaaten (genau wie Pohnpei selbst einer ist).
| Datum             | Gegner             | Ergebnis  | Spielort             | Turnier                                  | Bemerkung |
| ----------------- | ------------------ | --------- | -------------------- | ---------------------------------------- | --- |
| 27. Juli 1998     | Guam               | 1:16      | Koror, Palau         | Mikronesienspiele 1998                   | |
| 28. Juli 1998     | Palau              | 1:7       | Koror, Palau         | Mikronesienspiele 1998                   | |
| 30. Juli 1998     | Yap                | 3:4 (?)   | Koror, Palau         | Mikronesienspiele 1998                   | |
| 31. Juli 1998     | Palau B            | 2:13 (?)  | Koror, Palau         | Mikronesienspiele 1998                   | Palau trat mit zwei Teams an |
| 1. August 1998    | Nördliche Marianen | 1:12 (?)  | Koror, Palau         | Mikronesienspiele 1998                   | Die Ergebnisse des Turniers sind nicht vollständig, aus der Abschlusstabelle wurden einige Ergebnisse rekonstruiert             |
| 3. August 1998    | Yap                | 4:5 n. E. | Koror, Palau         | Mikronesienspiele 1998, Spiel um Platz 5 | Es ist nicht bekannt, ob das 4:5 nur für das Elfmeterschießen zählt, oder ob die Tore der regulären Spielzeit mitgezählt wurden |
| Juli 2001         | Yap                | 1:1       | ?                    | Mikronesienspiele 2001                   | |
| Juli 2001         | Chuuk              | 1:2       | ?                    | Mikronesienspiele 2001                   | |
| 25. Juli 2014     | Palau              | 3:1       | Pohnpei, Mikronesien | Mikronesienspiele 2014                   | |
| 26. Juli 2014     | Yap                | 4:0       | Pohnpei, Mikronesien | Mikronesienspiele 2014                   | |
| 27./28. Juli 2014 | Chuuk              | 3:2       | Pohnpei, Mikronesien | Mikronesienspiele 2014                   | Wegen heftigen Regens wurde die zweite Halbzeit (Halbzeitstand 2:1) am nächsten Tag fortgesetzt                                 |
| 29. Juli 2014     | Palau              | 3:1       | Pohnpei, Mikronesien | Mikronesienspiele 2014, Finale           | |